# Что делать в случае пожара
«Что делать в случае пожара» (нем. Was tun, wenn's brennt?) — кинофильм режиссёра Грегора Шнитцлера, вышедший на экраны в 2001 году.

## Сюжет
Тим, Хотте, Майк, Неле, «Террор» и Фло в 1980-е годы образовывали одну из мелких анархистских банд «Группа 36», участвовавшую в акциях протеста и изготавливавшую самодельные бомбы, которые никогда не должны были взорваться. Однако проходит 11 лет, и одна из этих бомб неожиданно взрывается. Все ресурсы полиции задействованы для отыскания террористов. Проблема в том, что большинство участников группы уже ведут вполне добропорядочный образ жизни. Только Тим и Хотте по-прежнему придерживаются своих прежних убеждений, однако в ходе одного из полицейских налетов у них конфискуют все фильмы, которые они снимали в былые годы. Встаёт проблема похищения улик из-под носа полиции…

## В ролях
| Актёр              | Роль     |
| ------------------ | -------- |
| Тиль Швайгер       | Тим      |
| Мартин Файфель     | Хотте    |
| Себастьян Бломберг | Майк     |
| Надя Уль           | Неле     |
| Маттиас Мачке      | «Террор» |
| Дорис Шретцмайер   | Фло      |
| Клаус Лёвич        | Мановски |
| Давид Штрисов      | Хенкель  |

## Награды и номинации
- 2002 — номинация на премию German Film Awards за лучшую мужскую роль второго плана (Мартин Файфель)[1]

## Саундтрек
1. Ян Плевка[нем.] — Still, weit und weg
2. The Clash — I fought the law
3. Manic Street Preachers — The everlasting
4. Simian — The wisp
5. Boss Hog — Whiteout
6. Fehlfarben — Paul ist tot
7. The International Noise Conspiracy — Smash it up
8. The Jam — In the city
9. I Am Kloot — Twist
10. Die Sterne — Fickt das System
11. Richard Ashcroft — A song for the lovers
12. Gang Of Four — Return the gift
13. Ян Плевка[нем.] — Ein Jahr (es geht voran)
14. Stephan Zacharias und Stephan Gade — Bomben-Villa (Score-Track)
15. Stephan Zacharias und Stephan Gade — Flo im Auto (Score-Track)
16. Stephan Zacharias und Stephan Gade — Asservatenkammer (Score-Track)
17. Stephan Zacharias und Stephan Gade — Alle laufen los (Score-Track)
18. Ton Steine Scherben — Allein machen sie dich ein (Score-Track)